# Open Barranquilla
L'Open Barranquilla, noto anche come Seguros Bolívar Open Barranquilla e Claro Open Barranquilla per ragioni di sponsorizzazione, è stato un torneo professionistico maschile di tennis che si teneva a Barranquilla in Colombia dal 2011 al 2016. L'evento faceva parte dell'ATP Challenger Tour e si giocava su campi in terra rossa.

## Albo d'oro

### Singolare
| Anno       | Campione          | Finalista              | Punteggio        |
| ---------- | ----------------- | ---------------------- | ---------------- |
| 2025       | Arthur Fery       | Bernard Tomić          | walkover         |
| 2018- 2024 | Non disputati     | Non disputati          | Non disputati    |
| 2016       | Diego Schwartzman | Rogério Dutra da Silva | 6–4, 6–1         |
| 2015       | Borna Ćorić       | Rogério Dutra da Silva | 6–4, 6–1         |
| 2014       | Pablo Cuevas      | Martin Kližan          | 6–3, 6–1         |
| 2013       | Federico Delbonis | Facundo Bagnis         | 6–3, 6–2         |
| 2012       | Alejandro Falla   | Horacio Zeballos       | 6–4, 6–1         |
| 2011       | Facundo Bagnis    | Diego Junqueira        | 1–6, 7–6(4), 6–0 |

### Doppio
| Anno       | Campioni                           | Finalisti                       | Punteggio        |
| ---------- | ---------------------------------- | ------------------------------- | ---------------- |
| 2025       | Benjamin Kittay Cristian Rodríguez | Taha Baadi Dan Martin           | 6–2, 6–4         |
| 2018- 2024 | Non disputati                      | Non disputati                   | Non disputati    |
| 2016       | Alejandro Falla Eduardo Struvay    | Gonzalo Escobar Roberto Quiroz  | 6–4, 7–5         |
| 2015       | Marcelo Arévalo Sergio Galdós      | Duilio Beretta Mauricio Echazú  | 6–1, 6–4         |
| 2014       | Pablo Cuevas Pere Riba             | František Čermák Michail Elgin  | 6–4, 6–3         |
| 2013       | Facundo Bagnis Federico Delbonis   | Fabiano de Paula Stefano Ianni  | 6–3, 7–5         |
| 2012       | Nicholas Monroe Maciek Sykut       | Marcel Felder Frank Moser       | 2–6, 6–3, [10–5] |
| 2011       | Flavio Cipolla Paolo Lorenzi       | Alejandro Falla Eduardo Struvay | 6–3, 6–4         |